# Nikolaos Gazis
Nikolaos Gazis, (gr.) Νικόλαος Γαζής (ur. 27 czerwca 1903 w Trikali, zm. 6 lutego 1996) – grecki polityk i prawnik, dwukrotny minister, parlamentarzysta krajowy, poseł do Parlamentu Europejskiego II kadencji.

## Życiorys
Wcześnie osierocony przez ojca, w jego wychowaniu pomagał wuj Konstandinos Triantafilopulos, profesor prawa rzymskiego. Wychowywał się w ubogiej rodzinie w Karpenisi. Ukończył studia prawnicze na Uniwersytecie Narodowym im. Kapodistriasa w Atenach. Uzyskał uprawnienia adwokata, kształcił się podyplomowo na uczelniach w Paryżu i Nowym Jorku. Przez wiele lat pracował jako doradca, szef działu prawnego i wiceprezes Banku Grecji. Przez pewien czas podczas II wojny światowej przebywał w Stanach Zjednoczonych. W 1945 brał udział w pierwszej konferencji Organizacji Narodów Zjednoczonych w San Francisco. Uczestniczył również w negocjacjach nad zawarciem umowy stowarzyszeniowej Grecji i Wspólnot Europejskich oraz w rozmowach dotyczących zagranicznych pożyczek. Kierował także funduszem rozwoju obszarów wiejskich Ewrytania SA.
Dwukrotnie pełnił funkcję ministra w przejściowych gabinetach: od września do listopada 1961 ministra ds. kontaktów z głową państwa w rządzie Konstandinosa Dowasa oraz od października do listopada 1963 ministra finansów w rządzie Stylianosa Mawromichalisa. W 1974 został członkiem Parlamentu Hellenów z listy Unii Centrum – Nowej Siły, brał udział w tworzeniu Konstytucji z 1975. W 1984 wybrano go posłem do Parlamentu Europejskiego z ramienia Ogólnogreckiego Ruch Socjalistycznego, przystąpił do frakcji socjalistycznej.